# میکرواستیشن
نرم‌افزار میکرواستیشن (به انگلیسی: MicroStation) یک نرم‌افزار طراحی به کمک رایانه است که توسط شرکت Bentley Systems ایجاد شده و یکی از قوی‌ترین نرم‌افزارهای طراحی دوبعدی و سه بعدی در تمام رشته‌های فنی و مهندسی است.
نرم‌افزار میکرواستیشن عمدتاً برای طراحی و نقشه کشی رشته‌های مختلف مانند مهندسی عمران، نقشه برداری، معماری، شهرسازی، جغرافیا و جی‌آی‌اس تهیه شده‌است.

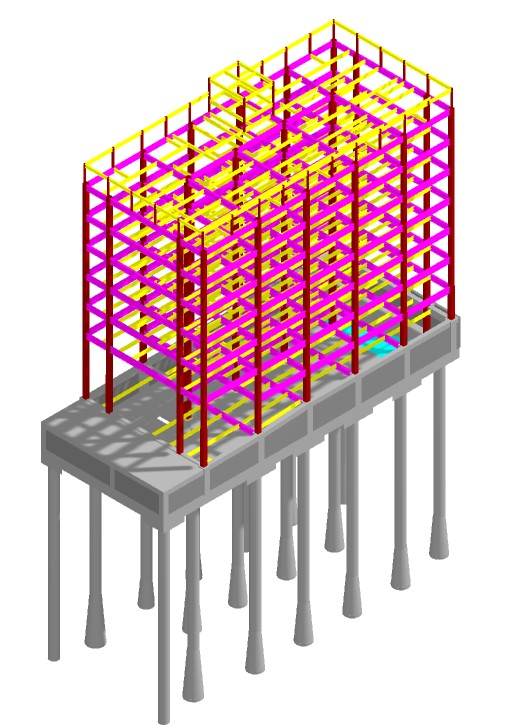
تصویری از یک سازه در نرم‌افزار میکرواستیشن

این نرم‌افزار به‌طور کلی در دسته CAD قرار می‌گیرد و جزو نرم‌افزارهای user friendly به حساب می‌آید.
رقیب اصلی نرم‌افزار میکرواستیشن در بازار اتوکد می‌باشد.
میکرواستیشن یک نرم‌افزار برداری است که برای تولید نقشه‌های رقومی نوشته شده‌است که در عین حال قادر است داده‌های رستری را حمایت کند و آن را با داده‌های خطی و گرافیکی تلفیق نماید.
این نرم‌افزار از فایلهای زیادی از جمله (IGES(Intergraph) , CGM ,DGN(microstation) , DXF(AutoCAD) , DWG(AutoCAD پشتیبانی می‌کند. فرقی که نرم‌افزار میکرواستیشن با سایر نرم‌افزارهای نقشه کشی دارد این است که می‌تواند پایگاه داده‌ای مناسبی را برای یک سیستم اطلاعات جغرافیایی (جی‌آی‌اس) تأمین کند و بستر لازم را برای طبقه‌بندی و تحلیلهای مورد نظر فراهم نماید.